# The Horse Shoer's Girl
The Horse Shoer's Girl è un cortometraggio muto del 1910 diretto da Joseph A. Golden.
Fu il primo di una serie di film della Powers Picture Plays con Pearl White e Stuart Holmes. La compagnia era stata fondata dall'irlandese Pat Powers, che aveva prodotto nel 1909 A Pirate of Turkey, il primo film della neonata casa di produzione.
È il secondo film girato da Pearl White e il secondo anche per Holmes attore che, nella sua carriera, girerà quasi 500 film.

## Produzione
Il film fu prodotto nel 1910 dalla Powers Picture Plays.

## Distribuzione
Distribuito dalla Motion Picture Distributors and Sales Company, il film - un cortometraggio di 176,17 metri - uscì nelle sale il 30 agosto 1910. Nelle proiezioni, veniva programmato con il sistema dello split reel, accorpato in un'unica bobina con un altro cortometraggio prodotto dalla Powers Picture Plays e diretto da Joseph A. Golden, The Burlesque Queen.